# Orienta (Wisconsin)
Orienta es un pueblo ubicado en el condado de Bayfield en el estado estadounidense de Wisconsin. En el Censo de 2010 tenía una población de 122 habitantes y una densidad poblacional de 0,87 personas por km².

## Geografía
Orienta se encuentra ubicado en las coordenadas 46°43′15″N 91°26′16″O / 46.72083, -91.43778. Según la Oficina del Censo de los Estados Unidos, Orienta tiene una superficie total de 140.54 km², de la cual 140.06 km² corresponden a tierra firme y (0.35%) 0.49 km² es agua.

## Demografía
Según el censo de 2010, había 122 personas residiendo en Orienta. La densidad de población era de 0,87 hab./km². De los 122 habitantes, Orienta estaba compuesto por el 98.36% blancos, el 0% eran afroamericanos, el 0% eran amerindios, el 0% eran asiáticos, el 0% eran isleños del Pacífico, el 0% eran de otras razas y el 1.64% pertenecían a dos o más razas. Del total de la población el 0% eran hispanos o latinos de cualquier raza.